# Indosylvirana serendipi
Espèce
Synonymes
- Hylarana serendipi Biju, Garg, Mahony, Wijayathilaka, Senevirathne & Meegaskumbura, 2014

Indosylvirana serendipi est une espèce d'amphibiens de la famille des Ranidae.

## Répartition
Cette espèce est endémique du Sri Lanka. Elle se rencontre dans la réserve forestière de Sinharâja dans le district de Ratnapura.

## Description
Les mâles mesurent de 30,1 à 36,9 mm et les femelles de 42,5 à 43,6 mm.

## Étymologie
Cette espèce est nommée en référence un ancien nom du Sri Lanka, Serendip.

## Publication originale
- Biju, Garg, Mahony, Wijayathilaka, Senevirathne & Meegaskumbura, 2014 : DNA barcoding, phylogeny and systematics of Golden-backed frogs (Hylarana, Ranidae) of the Western Ghats-Sri Lanka biodiversity hotspot, with the description of seven new species. Contributions to Zoology, vol. 83, no 4, p. 269–335 (texte intégral).